# Iujineț, Cozmeni
Iujineț (în ucraineană Южинець, transliterat: Iujîneț și în germană Juzynetz) este un sat reședință de comună în raionul Cozmeni din regiunea Cernăuți (Ucraina). Are 1,128 locuitori, preponderent ucraineni (ruteni).
Satul este situat la o altitudine de 244 metri, pe malul pârâului Sovița, în partea de nord a raionului Cozmeni.

## Istorie
Localitatea Iujineț a făcut parte încă de la înființare din regiunea istorică Bucovina a Principatului Moldovei. Prima atestare documentară a localității datează din 28 februarie 1582.
După anexarea Bucovinei de către Imperiul Habsburgic în anul 1775, localitatea Iujineț a făcut parte din Ducatul Bucovinei, guvernat de către austrieci, făcând parte din districtul Cozmeni (în germană Kotzmann). Din 1892, funcționa la Iujineț o școală cu 3 clase.
După Unirea Bucovinei cu România la 28 noiembrie 1918, satul Iujineț a făcut parte din componența României, în Plasa Șipenițului a județului Cernăuți. Pe atunci, majoritatea populației era formată din ucraineni, existând și o comunitate de români.
Ca urmare a Pactului Ribbentrop-Molotov (1939), Bucovina de Nord a fost anexată de către URSS la 28 iunie 1940, reintrând în componența României în perioada 1941-1944. Apoi, Bucovina de Nord a fost reocupată de către URSS în anul 1944 și integrată în componența RSS Ucrainene. 
Începând din anul 1991, satul Iujineț face parte din raionul Cozmeni al regiunii Cernăuți din cadrul Ucrainei independente. Conform recensământului din 1989, numărul locuitorilor care s-au declarat români plus moldoveni era de 1 (0+1), reprezentând 0,09% din populația comunei . În prezent, satul are 1.128 locuitori, preponderent ucraineni.

## Demografie
Componența lingvistică a comunei Iujineț
     Ucraineană (99,65%)
     Alte limbi (0,36%)
Conform recensământului din 2001, majoritatea populației comunei Iujineț era vorbitoare de ucraineană (99,65%), existând în minoritate și vorbitori de alte limbi.
1989: 1.067 (recensământ)
2007: 1.128 (estimare)

### Recensământul din 1930
Componența etnică a comunei Iujineț (județul Cernăuți)
     Români (1,08%)
     Ruteni (94,46%)
     Evrei (4,21%)
     Polonezi (0,25%)
Componența confesională a comunei Iujineț
     Ortodocși (95,54%)
     Mozaici (4,21%)
     Romano-catolici (0,25%)
Conform recensământului efectuat în 1930, populația comunei Iujineț se ridica la 1.211 locuitori. Majoritatea locuitorilor erau ruteni (94,46%), cu o minoritate de români (1,08%), una de evrei (4,21%) și una de polonezi (0,25%). Din punct de vedere confesional, majoritatea locuitorilor erau ortodocși (95,54%), dar existau și mozaici (4,21%) și romano-catolici (0,25%).

## Personalități
- Wilhelm Reich (1897-1957), psihiatru austriac. El a trăit acolo în ferma tatălui său de la sfârșitul anilor 1890 (sau începutul anilor 1900), până la 1915.